# 锡澄运河南新桥
31°45′31″N 120°14′51″E / 31.75874°N 120.24757°E
南新桥，又名三元桥，位于中华人民共和国江苏省无锡江阴市青阳镇南端，跨老锡澄运河（市河）。其与北新桥共同为江苏省文物保护单位。

## 特点
南新桥建于明朝嘉靖六年（1527年），由知县张集建造。该桥与北新桥为同年建造。两桥大小、形式一致，为姐妹桥。万历四十七年（1619）改名三元桥，与江苏学政节署江阴有关。清朝康熙年间，马子虬、陶禹贤先后捐资修整，乾隆二十三年（1758）、咸丰元年（1851）又两次重修。南新桥长34.5米。桥东坡有石阶36级，西坡有石阶39级。1956年，老锡澄运河拓浚时，青阳镇段向西改道，对青阳市镇部分的旧河道改名市河。2011年12月30日，江苏省人民政府认定北新桥与南新桥组成“锡澄运河南北新桥”，为江苏省文物保护单位。